# Swingin Party
〈Swingin Party〉는 1985년 미국의 록 밴드 리플레이스먼츠가 네 번째 정규 음반으로 발표한 《Tim》에 수록되어 있는 노래이다. 밴드의 리드 싱어인 폴 웨스터버그가 작사와 작곡을 하였으며, 재즈, 컨트리, 뉴 웨이브 등에 영향을 받은 인디 록이자 로큰롤 장르의 곡이다. 가사에서는 "거짓된 태연함"을 이야기하고 있다. 음악 평론가들로부터 긍정적인 반응을 받았으며, 특히 웨스터버그가 곡을 만드는 능력에서는 찬사를 보냈다. 다른 아티스트가 부른 것으로는 각각 2009년에 카인드니스가, 2013년에 로드가 커버한 버전이 많이 알려져 있다.

## 작곡 및 작사

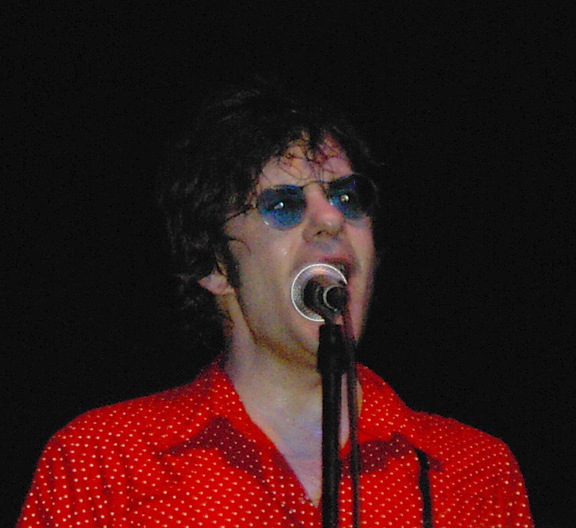
작곡과 작사에 참여한 폴 웨스터버그

〈Swingin Party〉는 폴 웨스터버그가 작곡과 작사를 하였으며, 토미 라몬이 프로듀서로 참여하여 리플레이스먼츠가 녹음해 발매하였다. 장르는 재즈, 컨트리, 뉴 웨이브 등에 영향을 받은 인디 록이자 로큰롤이다. 전기 기타로 스타카토 화음을 만들어 연주하는 것이 특징이다. 올뮤직의 빌 야노비츠는 이 노래는 프랭크 시나트라와 낸시 시나트라 부녀가 1967년에 부른 버전의 〈Somethin' Stupid〉의 음계를 따라가는 듯하다고 표현하였다. 가사는 자기성찰적인 내용을 담고 있으며, 화자의 "거짓된 태연함"을 그리고 있다.
잡지 스핀의 편집자 J.D.는 웨스터버그가 가사로 쓴 "Quittin' school and goin' to work and never goin' fishin"과 같이 노래의 주제가 문학적인 반영을 나타내고 있다고 말하였다. 롤링 스톤의 팀 홈즈는 이 노래의 주제가 "인생은 궁극적으로 보았을 때는 공허하지만, 그럼에도 강제적인 저녁 파티라는 즐거움의 연속이 있다."라고 표현하였고, 이에 반해 로스앤젤레스 타임스의 로버트 힐번은 "고독한 것과 젊은 시절의 불안감에 관한 것"을 노래에 녹여내었다고 언급하였다. 웨스터버그가 로스앤젤레스 타임스와 함께한 인터뷰에서는 "우리가 술을 많이 마셨던 이유 중 하나는 무대에 오르는 것이 무서웠기 때문이다. 〈Swingin Party〉가 이 음반에 수록된 곡 중 하나인데, 항상 자신을 전시한다는 것이 얼마나 두려운 일인가."라고 이야기하였다.

## 평가
〈Swingin Party〉는 음악 평론가들부터 긍정적인 반응을 받았으며, 특히 대부분은 웨스터버그의 곡을 만드는 능력에 대해 찬사를 보냈다. 팝매터스의 마이클 키프는 웨스터버그가 〈Swingin Party〉에서 보여준 음악적인 기량을 높이 평가하였다. 크레이그 로젠이 빌보드에 게재한 글에는 웨스터버그가 이 곡을 통하여 밴드에서의 유능함을 보여주었다고 언급하였다. 또한 같은 빌보드의 다른 저널에 글을 쓴 브라올리 밤바거는 〈Swingin Party〉를 "대학 라디오 팬 세대의 마음을 사로잡는 씁쓸하면서도 달콤한" 발라드라고 곡을 묘사하였다. 스핀의 크레이그 마크스는 이 곡에 나타나는 "Bring your own lampshade/ Somewhere there's a party"라는 가사가 웨스트버그가 작사한 리플레이스먼츠의 노래 중 세 번째로 좋은 가사라고 이야기하였다. BBC 뮤직의 팀 넬슨은 〈Swingin Party〉가 수록된 음반 《Tim》에서 가장 뛰어난 트랙 중 하나로 이 곡을 선택하였다.

## 다른 버전

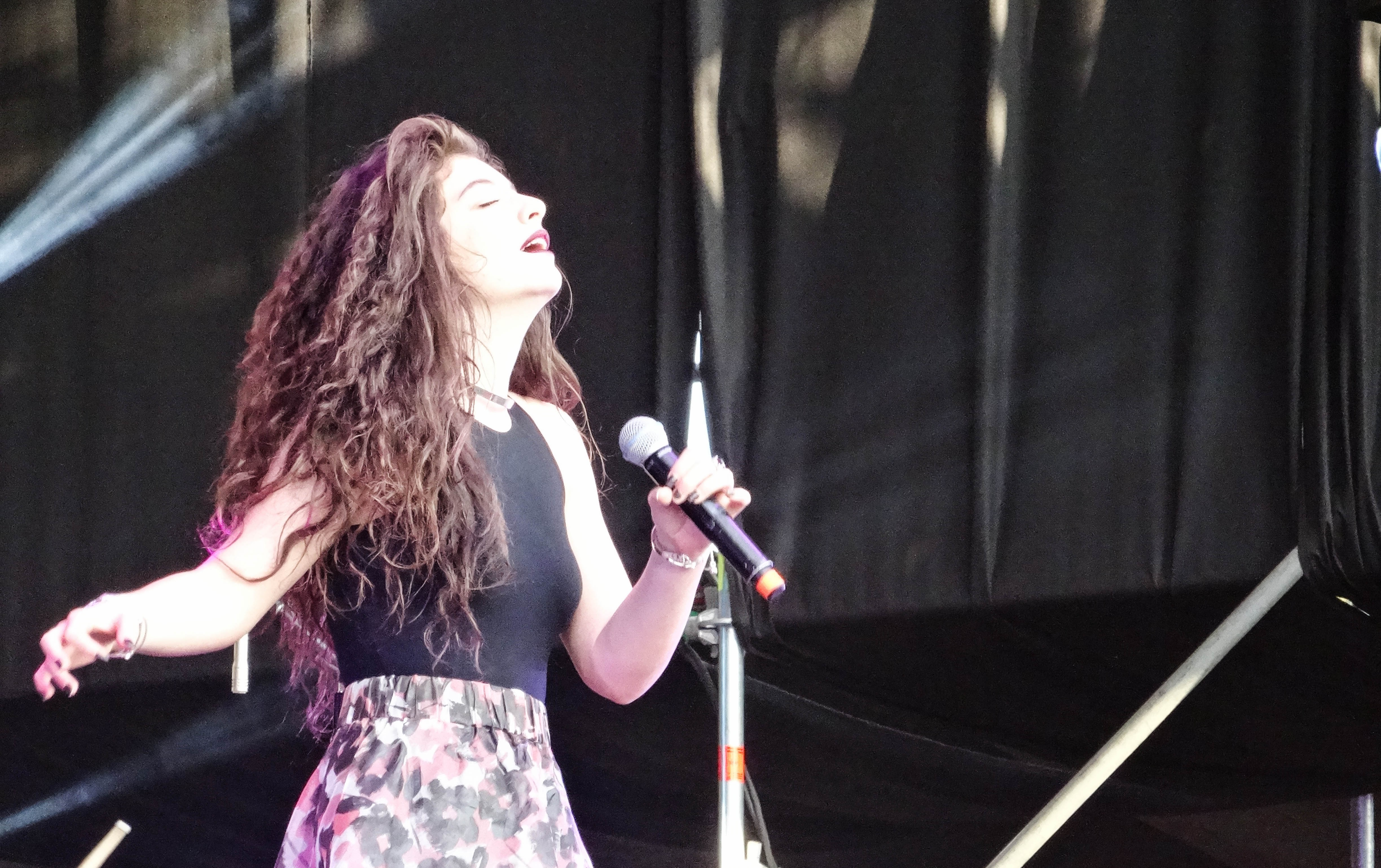
뉴질랜드의 가수 로드 (사진)는 2013년에 〈Swingin Party〉를 커버하였다.

2000년, 싱가포르의 파워 팝 밴드인 팝랜드가 리플레이스먼츠의 헌정 음반인 《Left of the Dial: A Pop Tribute to The Replacements》에서 〈Swingin Party〉를 커버하였다.
캐나다의 밴드 위커댄즈는 2005년에 개최된 위니펙 포크 페스티벌에서 이 곡을 공연하였다. 영국의 음악가인 카인드니스는 하우스 장르로 해석한 〈Swingin Party〉를 2009년 첫 싱글로 발매하였고, 이 곡이 이후 2015년에 개봉한 드라마 영화 《페이퍼 타운》에 사운드트랙으로 사용되었다. 모시 모시 레코드를 통하여 7인치 비닐로 발매되었으며, B사이드에는 〈Gee Up〉이 수록되었다. 또한 2012년에 발매된 첫 정규 음반인 《World, You Need a Change of Mind》에도 수록되었다. 2009년 8월에는 교육 영화의 클립과 여행 비디오로 구성되어 있는 뮤직 비디오를 공개하였다.
뉴질랜드의 가수 로드는 2013년에 발매한 자신의 두 번째 싱글 《Tennis Court》의 B사이드로 〈Swingin Party〉를 수록하였다. 이는 이후 같은 해에 발매되는 익스텐디드 플레이인 《Tennis Court EP》와 미국 아이튠즈 스토어 버전의 《The Love Club EP》에도 포함되었다. 그리고 로드의 커버 버전이 2013년 6월 17일 뉴질랜드 싱글 차트에 10위로 진입하였고, 그 다음 주에 차트에서 아웃되었다. 〈Swingin Party〉는 또한 로드의 라이브 EP인 《Live in Concert》에도 라이브로 한 것이 실렸다. 2013년 12월에는 로드의 첫 정규 음반 《Pure Heroine》의 확장판에도 수록되었다. 빌리지 보이스의 브리타니 스파노스는 로드의 〈Swingin Party〉를 극찬하면서 로드가 "모든 아름다운을 담은 풍부한 목소리"를 표현하는데 도움을 주었다고 썼다.